# Сомин (озеро)
Сомин — озеро у Волинській області. Розташовано за межами населеного пункту — на відстані 0.10 км від села Сомин Турійського району.

## Короткий опис
Озеро Сомин належить до басейну р. Прип'ять. Площа водного плеса — 124,00 га. Максимальна глибина — 56,0 м. Об'єм води — 13100 тис. м³.

## Утворення
Озеро має карстове походження.

## Користування
Озеро перебуває у загальному водокористуванні.
Основні об'єкти аквакультури: карась сріблястий, плітка, краснопірка, окунь, щука, лин, лящ, сазан.
Перспективи використання озера — любительське рибальство.
У березні 2020 року відбулося зариблення озеро Сомин Вселення здійснювалося коштом небайдужих громадян та рибалок-любителів Луківської сільської ради. До озера випустили 1 269 екз. молоді риб, загальною вагою 450 кг. Так, було випущено: 220 кг коропа (629 екз.), 150 кг білого амура (429 екз.) та 80 кг товстолоба (211 екз.). Вага одного екземпляра малька становила від 350 до 380 грамів. Контроль за зарибленням здійснювали працівники Волинського рибоохоронного патруля. Також у заході брали участь представники органів місцевого самоврядування та громадськості.

## Міфи та легенди озера Сомин
Місцеві мешканці та журналісти створили та підтримують міф про існування у водах озера істоти на кшталт Чудовисько озера Лох-Несс. Криптид озера Сомин має три різні описи:
- гігантський старезний сом;
- доісторична акула;
- істота з тулубом крокодила та головою змії.

Історії про «українське Нессі» зацікавили відомого британського рибалку, біолога та телеведучого Джеремі Вейда (Jeremy Wade). 2012 року він побував з експедицією на озері Сомин та відзняв сюжет для своєї передачі «Річкові монстри» (River Monsters).
Завдяки міфу про власного криптида озеро потрапило в ТОП-24 моторошних місць України за версією видання ВСВІТІ.